# Kemadang
Kemadang is een bestuurslaag in het regentschap Gunung Kidul van de provincie Jogjakarta, Indonesië. Kemadang telt 6421 inwoners (volkstelling 2010).